# クロッシング (2009年の映画)
『クロッシング』（原題：Brooklyn's Finest）は、2009年に公開されたアメリカ映画。
3人の警察官が交差する群像劇を描いたクライムサスペンス。リチャード・ギア、イーサン・ホーク、ドン・チードルの3人を主軸に描かれている。

## 概要
ニューヨークのブルックリンにある犯罪多発地帯で起きた事件に交錯する3人の警察官を描いた作品｡監督は『トレーニングデイ』のアントワーン・フークア。

## あらすじ
退職間近で事なかれ主義の警官エディ。麻薬捜査課の刑事サルは家族の為に引越しを考えるも頭金の用意もままならない。ギャングの中で潜入捜査官をしているタンゴは自らの人生を犠牲にしてまで任務に着いて来た。そんな3人それぞれに転機となる事件が発生する。抱える問題と正義感に揺れ動く中、3人が交わるようにして物語は進んでいく。

## キャスト
※括弧内は日本語吹替
- エドワード・エディ・デューガン - リチャード・ギア（佐々木勝彦）

ニューヨーク警察署の警官。退職間近だが教育係に任命されている。妻がいたが離婚している。
- サルヴァトーレ・サル・プロシダ - イーサン・ホーク（平田広明）

エディの同僚。妻と5人の子供がいる。家族のために引っ越しを考えている。
- クラレンス・タンゴ・バトラー - ドン・チードル（落合弘治）

薬物の売人にまじって危険な囮捜査に参加する。
- キャズ - ウェズリー・スナイプス（山野井仁）

グループの頭。タンゴの命の恩人。
- ビル・ホバーツ - ウィル・パットン（間宮康弘）

副署長。
- スミス - エレン・バーキン（斎藤恵理）

捜査官。
- カーロ - ヴィンセント・ドノフリオ

情報屋。
- メルヴィン・パントン - ローガン・マーシャル＝グリーン
- レッド - マイケル・ケネス・ウィリアムズ（里卓哉）

ギャズを殺害する。
- エディ・クインラン - ジェシー・ウィリアムズ
- アンジェラ・プロシダ - リリ・テイラー（牛田裕子）
- チャンテル - シャノン・ケイト（真壁かずみ）

## スタッフ
- 監督：アントワーン・フークア
- 脚本：マイケル・C・マーティン
- 撮影：パトリック・ムルギア
- 編集：バーバラ・タリヴァー
- 美術：テレーズ・デプレス
- 音楽：マーセロ・ザーヴォス
- 衣装：ジュリエット・ポルクサ

## 評価
レビュー・アグリゲーターのRotten Tomatoesでは153件のレビューで支持率は44%、平均点は5.50/10となった。Metacriticでは33件のレビューを基に加重平均値が43/100となった。